# Grgaje
Grgaje (izvirno srbsko Гргаје) je naselje v Srbiji, ki upravno spada pod Občino Sjenica; slednja pa je del Zlatiborskega upravnega okraja.

## Demografija
V naselju živi 65 polnoletnih prebivalcev, pri čemer je njihova povprečna starost 41,0 let (35,5 pri moških in 47,9 pri ženskah). Naselje ima 24 gospodinjstev, pri čemer je povprečno število članov na gospodinjstvo 3,63.
To naselje je, glede na rezultate popisa iz leta 2002, večinoma srbsko.
|  |

| Demografija | Demografija     | Demografija     |
| Leto        | Št. prebivalcev | Št. prebivalcev |
| ----------- | --------------- | --------------- |
|             |                 |                 |
|             |                 |                 |
|             |                 |                 |
|             |                 |                 |
| 1948        | 193             |                 |
| 1953        | 255             |                 |
| 1961        | 255             |                 |
| 1971        | 150             |                 |
| 1981        | 148             |                 |
| 1991        | 90              | 90              |
| 2002        | 87              | 87              |
|             |                 |                 |

| Etnična sestava po popisu iz leta 2002 | Etnična sestava po popisu iz leta 2002 | Etnična sestava po popisu iz leta 2002 | Etnična sestava po popisu iz leta 2002 | Etnična sestava po popisu iz leta 2002 |
| -------------------------------------- | -------------------------------------- | -------------------------------------- | -------------------------------------- | -------------------------------------- |
| Srbi                                   | Srbi                                   |                                        | 85                                     | 97,70%                                 |
| Muslimani                              | Muslimani                              |                                        | 1                                      | 1,14%                                  |
| Jugoslovani                            | Jugoslovani                            |                                        | 1                                      | 1,14%                                  |
| Neznano                                | Neznano                                |                                        | 0                                      | 0,0%                                   |